# Три мушкетери: Д’Артаньян
«Три мушкетери: Д'Артаньян» — французький художній фільм, перша частина кінодилогії, створеної за мотивами роману Олександра Дюма «Три мушкетери», який вийшов на екрани 5 квітня 2023. Головні ролі у картині зіграли Франсуа Сівіль, Єва Грін та Венсан Кассель. 13 грудня 2023 року відбулась прем'єра продовження — фільму «Три мушкетери: Міледі».

## Сюжет
Д'Артаньян, енергійний молодий гасконець, залишений помирати після спроби врятувати молоду жінку від викрадення. Коли він прибуває до Парижа і всіма силами намагається знайти своїх нападників, він навіть не підозрює, що його пошуки приведуть до серця справжньої війни, де на карту поставлено майбутнє Франції. Об'єднавшись з Атосом, Портосом і Арамісом, трьома мушкетерами короля, які мають небезпечну відвагу, Д'Артаньян стикається з темними махінаціями кардинала Рішельє. Але саме тоді, коли д'Артаньян шалено закохується в Констанцію Бонасьє, наперсницю королеви, він по-справжньому наражає себе на небезпеку, бо саме ця пристрасть веде його за слідом тієї, хто стає його смертельним ворогом — Міледі Вінтер.

## В ролях
- Франсуа Сівіль — д'Артаньян
- Венсан Кассель — Атос
- Піо Мармай — Портос
- Ромен Дюріс — Араміс
- Єва Грін — Міледі де Вінтер[en]
- Луї Гаррель — Луї XIII
- Вікі Кріпс — Анна Австрійська
- Ерік Руф — кардинал Рішельє

## Виробництво
Про початок роботи над фільмом стало відомо у лютому 2021 року. Виробництвом зайнялася французька компанія Pathe. Бюджет становив 60 мільйонів євро, режисером став Мартен Бурбулон, сценарій написали Матьє Делапорт та Олександр де Ла Пательєр. Права на показ картини вже купили французькі канали M6, OCS та Canal Plus, кінокомпанії Constantin Film у Німеччині та DeAPlaneta в Іспанії. Зйомки почалися влітку 2021.
Фільм виробляється паралельно з другою частиною.
5 грудня 2022 з'явився перший трейлер картини. Прем'єра відбулася 5 квітня 2023 року.